# Rainer Rissel
Rainer Rissel (* 15. Dezember 1942) ist ein ehemaliger deutscher Fußballtorwart. Er war als Spieler und später als Trainer über einen Gesamtzeitraum von mehr als 50 Jahren für den MSV Duisburg aktiv und kam im Alter von 40 Jahren zu seinem Debüt in der 2. Bundesliga.

## Karriere

### Zeit als Spieler
Schon während seiner Schulzeit träumte Rissel von einer Laufbahn beim Meidericher SV (1967 umbenannt in MSV Duisburg), doch scheiterte dies am Willen seiner Eltern. So durfte er das Fußballspielen erst beginnen, nachdem er mit 14 Jahren die Schule abgeschlossen und eine Ausbildung zum Elektroinstallateur begonnen hatte. Wenngleich ihm der Sprung in die erste Mannschaft, die 1963 die Fußball-Bundesliga mitbegründete, nicht gelang, hütete er später für die Amateurmannschaft des MSV das Tor. 
Als der Klub 1982 nach 19 ununterbrochenen Jahren in der höchsten Spielklasse in die Zweitklassigkeit abstieg, wurde Rissels Vereinstreue mit der Berufung in den Profikader belohnt. Hinter Gerhard Heinze und dem zeitgleich aus der Jugend aufgerückten Talent Wolfgang de Beer war er allerdings nur dritte Wahl und besaß kaum eine Perspektive auf Einsätze. Zumindest nahm er einige Male auf der Ersatzbank platz, so auch am 21. Mai 1983, als de Beer gegen die SG Union Solingen das Tor bewachte. Ebenjener musste zwei Mal hinter sich greifen, bevor er in der 53. Minute verletzungsbedingt ausgewechselt wurde. Damit kam Rissel im Alter von 40 Jahren, fünf Monaten und sechs Tagen tatsächlich noch zu seinem Zweitligadebüt und blieb dabei bis zum Abpfiff ohne Gegentreffer. Dies blieb zugleich seine einzige Berücksichtigung in seiner Profilaufbahn, die im selben Jahr wieder ihr Ende fand. Seit seinem Eintritt in den MSV waren bis dahin 26 Jahre vergangen.

### Wechsel auf den Trainerposten
Rissel blieb dem Fußball über seine Zeit als Spieler hinaus erhalten, indem er als Trainer wirkte. Zuletzt war er Co-Trainer der in der Junioren-Bundesliga antretenden U-19-Mannschaft des MSV Duisburg. Zum Saisonende 2012/13 verabschiedete sich der inzwischen 71-Jährige und ging in den Ruhestand.